# 르노 카자르
르노 카자르(Renault Kadjar)는 프랑스 르노에서 생산 및 판매하는 준중형 스포츠 유틸리티 자동차(SUV)이다.

## 개요

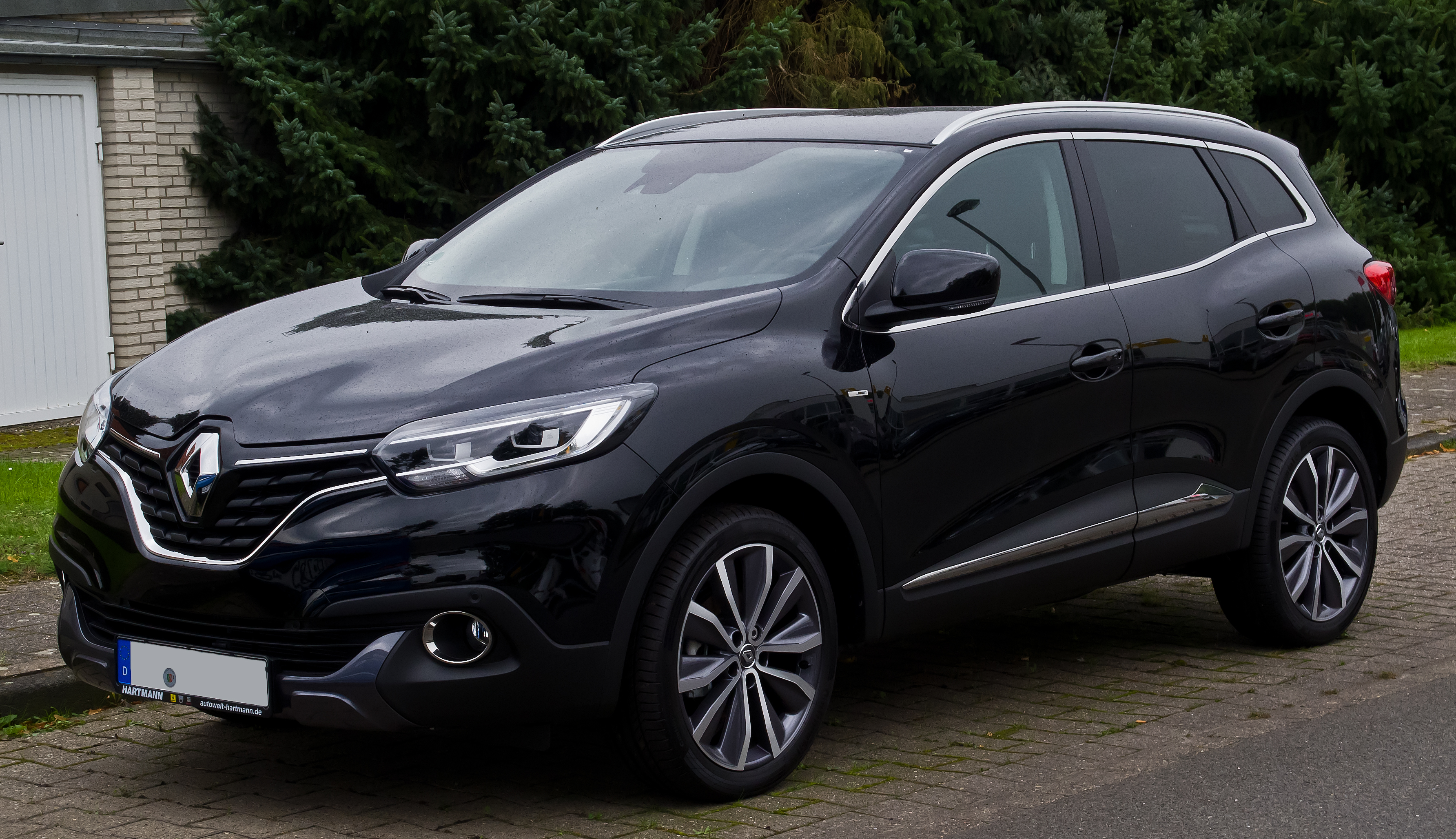
전기형 전면부

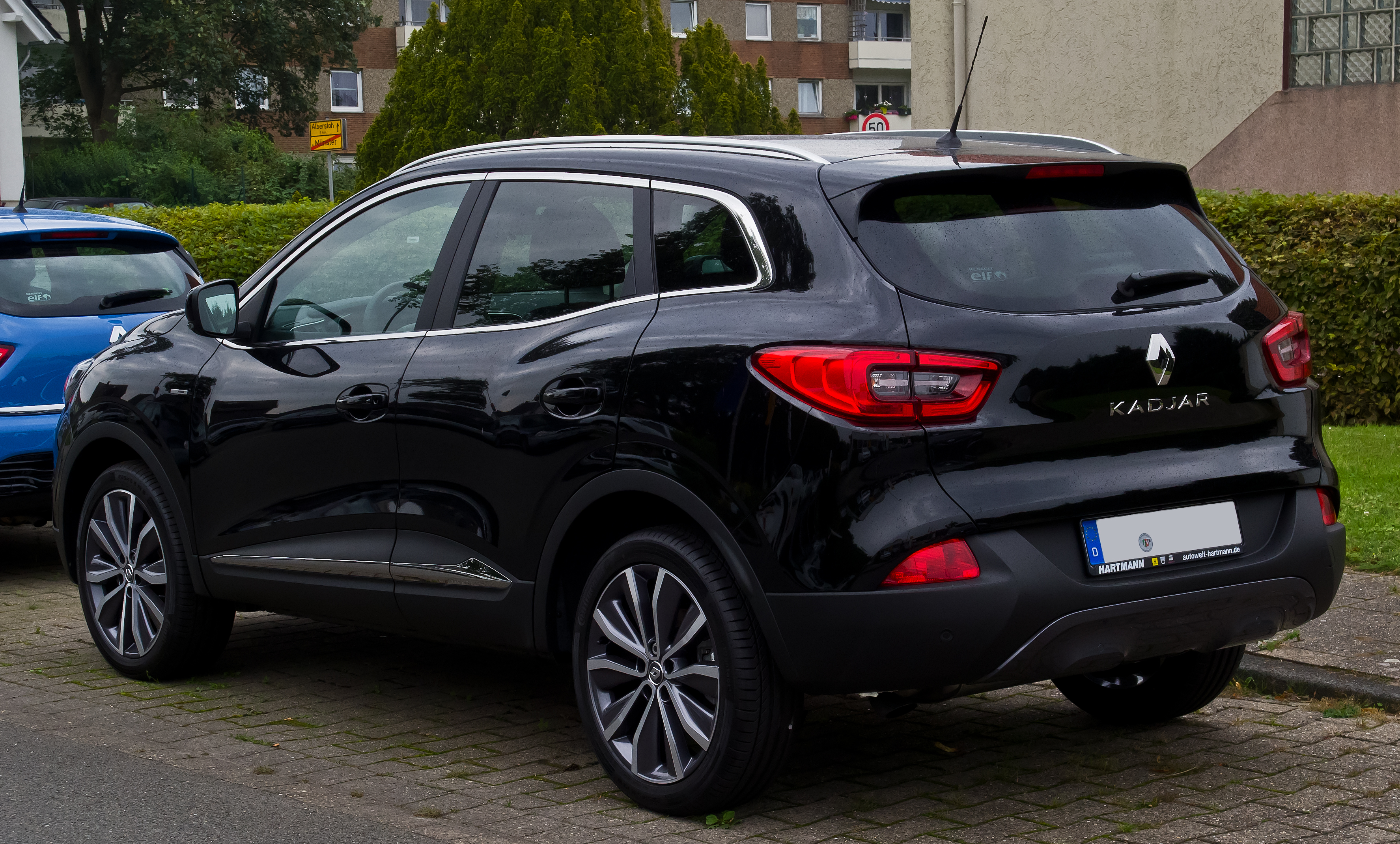
전기형 후면부

2015년 제네바 모터쇼에서 최초 공개되었으며, 동년 4월부터 유럽에서 판매에 들어갔다. 닛산 캐시카이와 같이 CMF 플랫폼을 기반으로 개발하였으며, 에스파스나 탈리스만과 마찬가지로 R-링크 2 인포테인먼트 시스템이 적용되었다. 2016년에는 중국 시장에서도 판매가 개시되었으며, 우한에 신설된 공장에서 생산이 이루어졌다. 2018년에 페이스리프트 모델이 파리 모터쇼에서 공개되었으며, 파워트레인 일부가 교체되었다. 2019년에는 중국 시장용 모델도 페이스리프트가 이루어졌으나, 2020년 8월 28일에 르노가 중국 시장에서 철수하면서 1년만에 판매가 중단되었다.

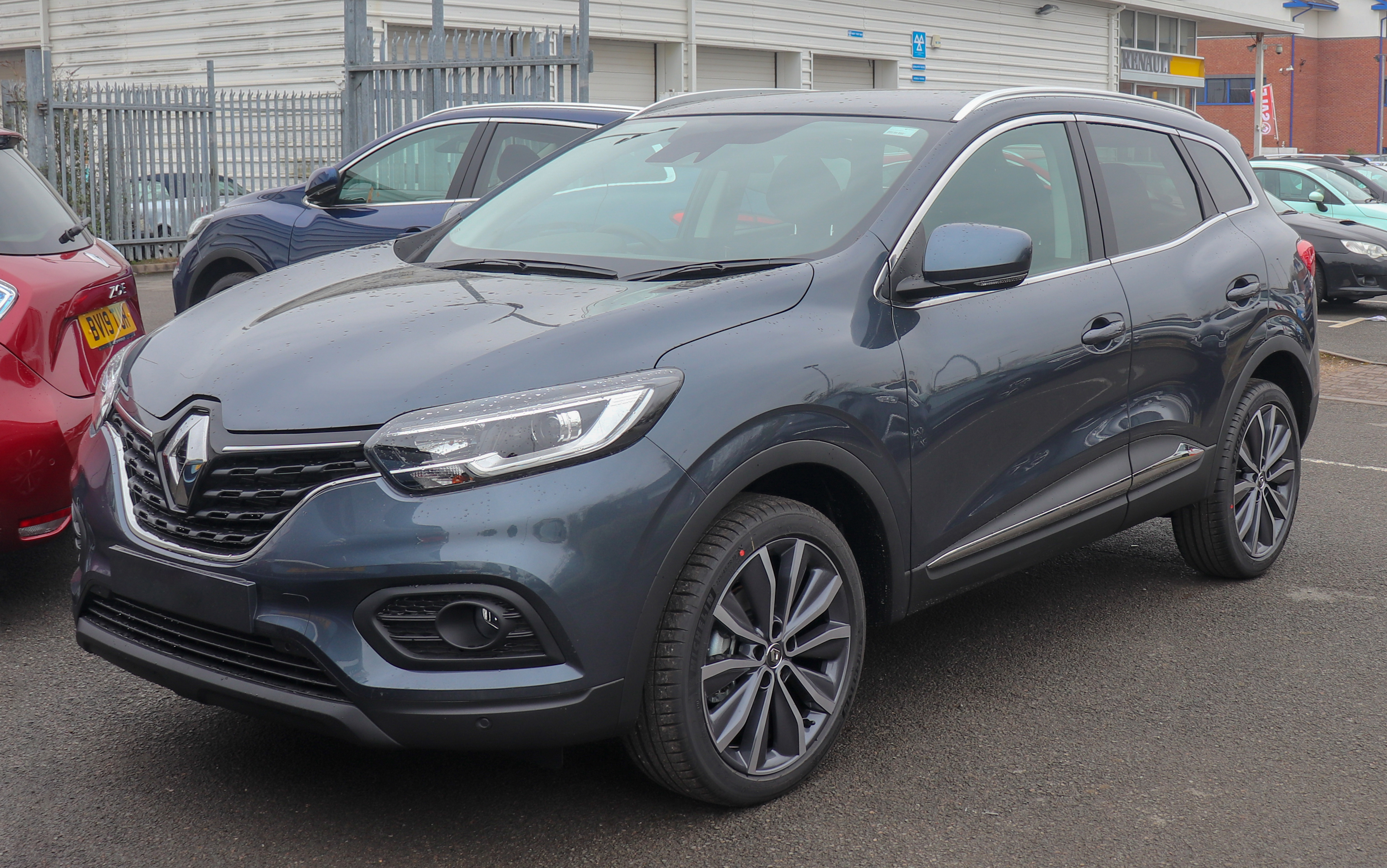
후기형 전면부
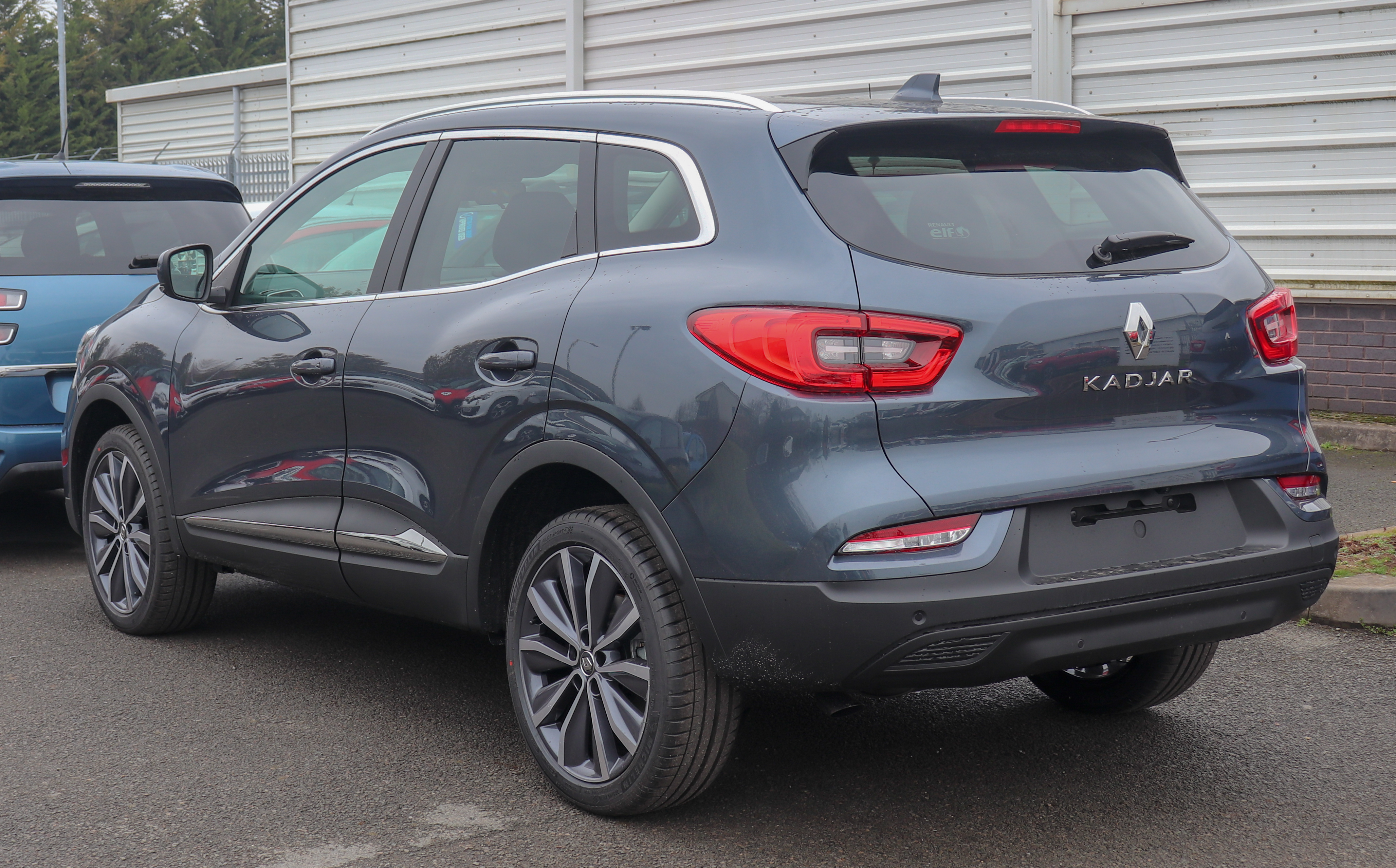
후기형 후면부

## 경쟁 차종
- 현대자동차 - 투싼
- 기아자동차 - 스포티지
- 쌍용 - 코란도
- 토요타 - RAV4
- 혼다 - CR-V
- 닛산 - 캐시카이
- 미쓰비시 - 아웃랜더
- 폭스바겐 - 티구안
- 푸조 - 3008
- 포드 - 쿠가